# 特奥·范杜斯堡
特奥·范杜斯堡（荷蘭語：Theo van Doesburg，荷蘭語發音：[ˈteːjoː vɑn ˈduzbʏr(ə)x]；1883年8月30日—1931年3月7日），荷兰艺术家，擅长绘画、写作、诗歌以及建筑。以建立和领导荷兰风格派艺术闻名于世。

## 人物生平

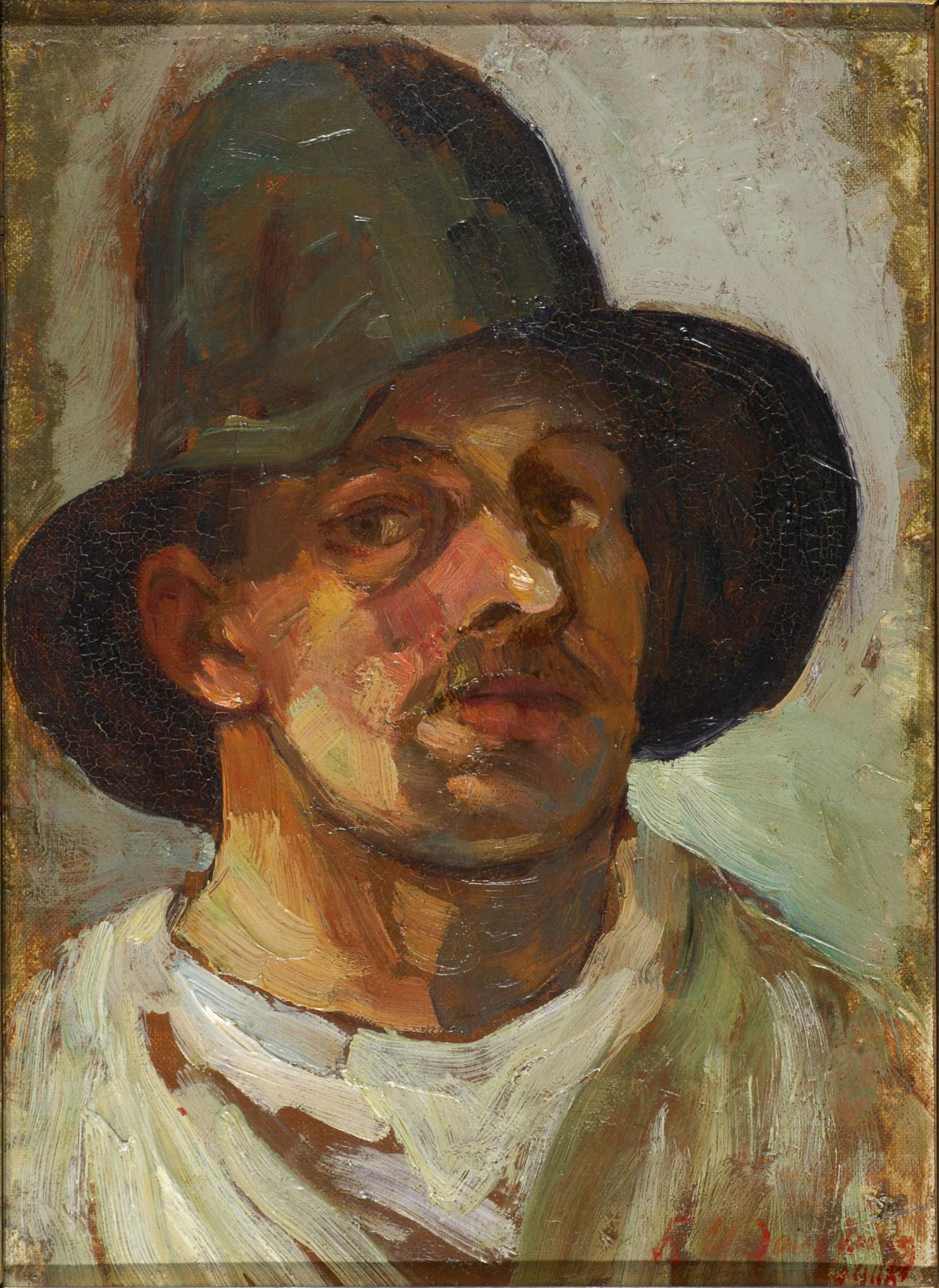
1906年《带帽的自画像》

### 早年生活
特奥·范杜斯堡原名克里斯蒂安·埃米尔·马里·屈佩尔（Christian Emil Marie Küpper），1883年8月30日生于乌特勒支，摄影师威廉·屈佩尔与亨丽埃塔·卡特琳娜·马哈丹特（Henrietta Catherina Margadant）之子。短暂的表演和演唱训练经历之后，决心投入绘画事业。他一直将继父特奥多鲁斯·杜斯堡（Theodorus Doesburg）视作亲生父亲，因此，其首批作品即署名特奥·杜斯堡，后来又自行插入了“范”。他于1908年进行了首次个展。1912以前，一直以为杂志供稿支撑绘画工作。虽然当时他自认为是一名现代画家，他的早期作品与阿姆斯特丹印象派并无二致，风格和主题都很有文森特·梵高的影子。但1913年这种情况急剧转变。杜斯堡读到瓦西里·康定斯基回忆自己1903到1913年绘画生涯的《回顾》一书，意识到绘画中包含有超越日常生活，仅仅来源于人的认识的更加高远和精神化的层面，而这只可能通过抽象来达成。而在1912年，范杜斯堡就已经在11月9日的《单一》期刊第127号的艺术论文中批判过未来主义，认为“对于速度（无论何种形式：飞机、汽车或其他）的模仿性表达和绘画的特性是互相抵触的，绘画的至上源泉应当是内心世界。”
1915年11月6日他又在同一刊物发表道：“蒙德里安真正看到了线条的重要性。几乎线条本身就成了艺术品；当被感知对象的表现放在首要位置时，任何人都必须严肃地观察。白色画布变得神圣。 任何多余的线条，任何错置的线条，任何不敬与随意的色彩，都将毁灭一切——亦即其崇高性。” 

### 风格派运动
1915年（在他为期两年的军役途中），范杜斯堡在一场画展评论的撰稿过程中，接触了年长自己8岁的画家皮特·蒙德里安的作品，而蒙德里安较早前亦对其画作有所关注。范杜斯堡在其画作中看到了两人绘画理念的不谋而合：对现实的彻底抽象。展览结束后，范杜斯堡立即与蒙德里安及相关艺术家取得联系，包括巴特·范德莱克、安东尼·科克、维尔莫什·胡萨尔以及J.J.P.奥德。1917年，他同这些艺术家一道创刊了《风格派》杂志。

### 推广风格派
尽管“风格派”运动成员众多，范杜斯堡却扮演了在全欧范围内推广该运动的“使者”角色。他于1922年迁至魏玛，欲图给包豪斯校长瓦爾特·格羅佩斯留下某种积极印象，以期扩大运动的影响力。
格罗佩斯尽管对大量现代艺术运动信条都予以接受态度，却并不认为杜斯堡有资格成为包豪斯学校的教学成员。于是，杜斯堡决心安身在包豪斯附近，开始吸纳那些对构成主义、达达主义和风格派的新观念怀有强烈兴趣的在校生。

### 与蒙德里安决裂
尽管主要通信都依靠信件，范杜斯堡和蒙德里安的友谊却维持了好些年。1923年范杜斯堡携后来的妻子内莉·范莫瑟尔一同迁至巴黎。随着两人接触程度的加深，性格上的不合变得愈发暴露无遗：蒙德里安沉静内敛，范杜斯堡却既热情又挥霍。1924年两人发生争执，最终导致了同年的（暂时）决裂。艺术史家对于决裂的理由有着不同的观点；通常认为最重要的原因是对绘画中线条方向的看法：蒙德里安拒不接受斜线，杜斯堡却坚定维护斜线的动态感，也着实在艺术实践中广泛采取运用。蒙德里安实际上某种程度接受过斜线观念，例如在他的“菱形”画作当中，画布以45度角倾斜，但线条仍是地平线基准的。然而近年来，这一理论遭到了一些艺术史家的质疑，例如卡雷尔·布洛特坎普认为他们关于空间和时间的不同观念才是决裂的主要原因。决裂后，范杜斯堡为自己的艺术设置了一种新概念，即以斜线为特征的基本要素主义，反对蒙德里安的新造形主义。
1929年两人在巴黎的咖啡厅偶遇，又达成了和解。